# الا، الا
«اِلا، اِلا» (فرانسوی: Ella, elle l'a‎؛ به معنی «الا دارَدَش») تک‌آهنگی از فرانس گال، خوانندهٔ فرانسوی است که سال ۱۹۸۷ میلادی منتشر شد و در اروپا، قاره آمریکا (به‌ویژه استان کبک و مخروط جنوبی) و آسیا (به‌ویژه ژاپن) موفقیت و شهرت فراوانی را نصیب او کرد.
ترانه که سرودهٔ میشل برژه است، ادای احترامی‌ست به مقام الا فیتزجرالد خوانندهٔ جاز سیاه‌پوست آمریکایی و همچنین یک ترانه اعتراضی در نکوهش نژادپرستی و ستایش توانمندسازی شخصی است.
به‌لحاظ موسیقایی «اِلا، اِلا» بین ریتم‌های بریده‌بریدهٔ بِیس و آواهای زودگذر سازهای بادی برنجی در نوسان است.